# Gvozdansko

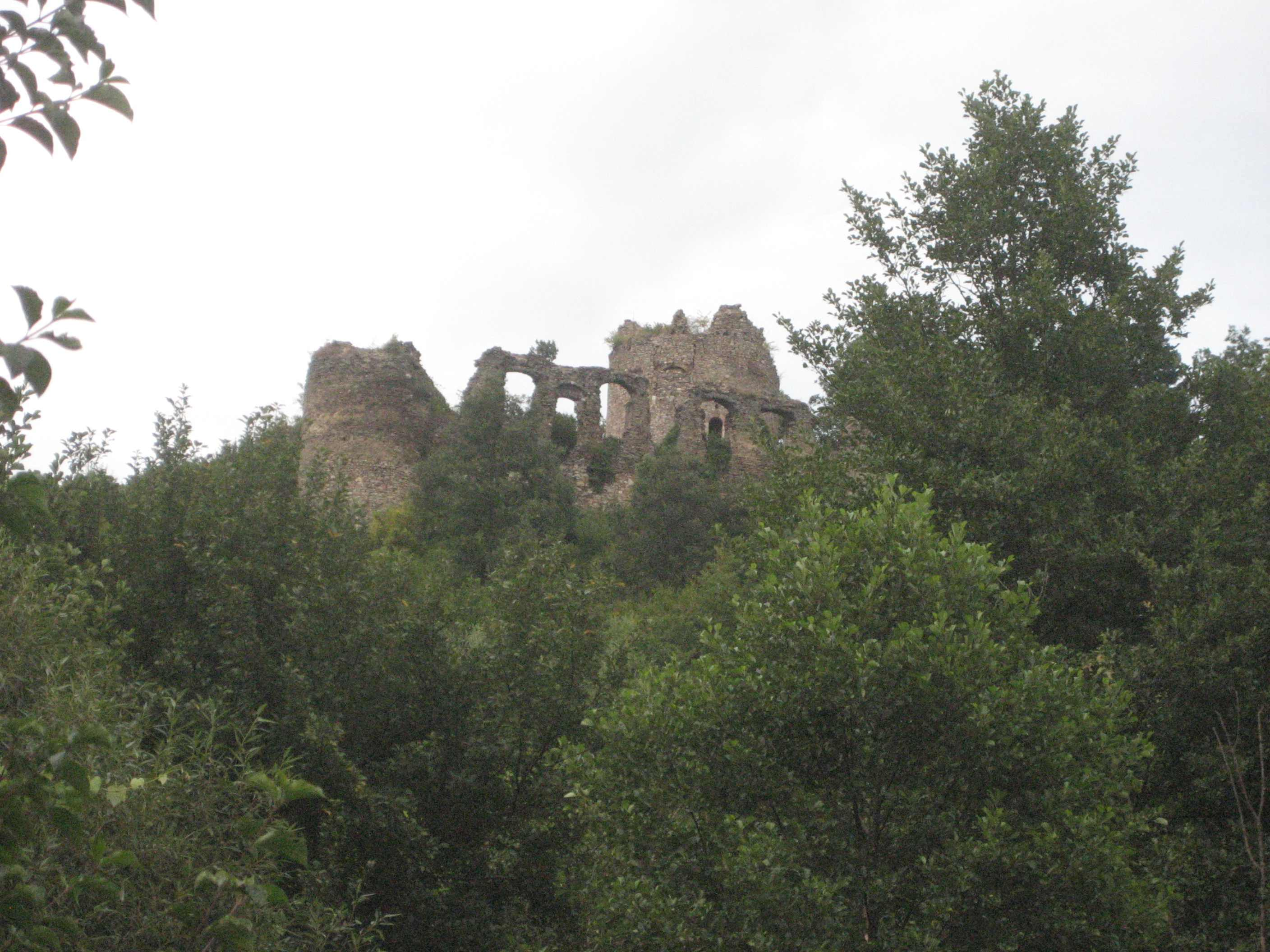
Burgruine Gvozdansko

Die ehemalige kroatische Festung Gvozdansko befindet sich in Kroatien. Sie wurde von der kroatischen Adelsfamilie Zrinski im 16. Jahrhundert erbaut.

## Bedeutung
Bei der Belagerung durch osmanische Truppen von 1577 bis zum 13. Januar 1578 kam die gesamte Besatzung bei der Verteidigung ihrer Festung gegen die zahlenmäßig vielfach überlegenen Truppen des bosnisch-osmanischen Feldherrn Ferhad-Beg Sokolović um.
Großes militärisches Geschick, Widerstand bis zum letzten Mann und die bewusste Opferung für die Heimat, machten Gvozdansko zum Symbol des kroatischen Freiheitswillens und des Widerstandes gegen fremde Eroberer. Gvozdansko spielt in der kroatischen Geschichte eine ähnliche Rolle wie Masada in der jüdischen, Alcácer in der portugiesischen und Alamo in der US-Geschichte. Neben der Schlacht bei Siget von 1566 unter der Führung von Nikola Šubić Zrinski nimmt die Belagerung von Gvozdansko in der kroatischen Militärgeschichte und in den Türken/Osmanen-Kriegen einen besonderen Platz ein.

## Ort Gvozdansko

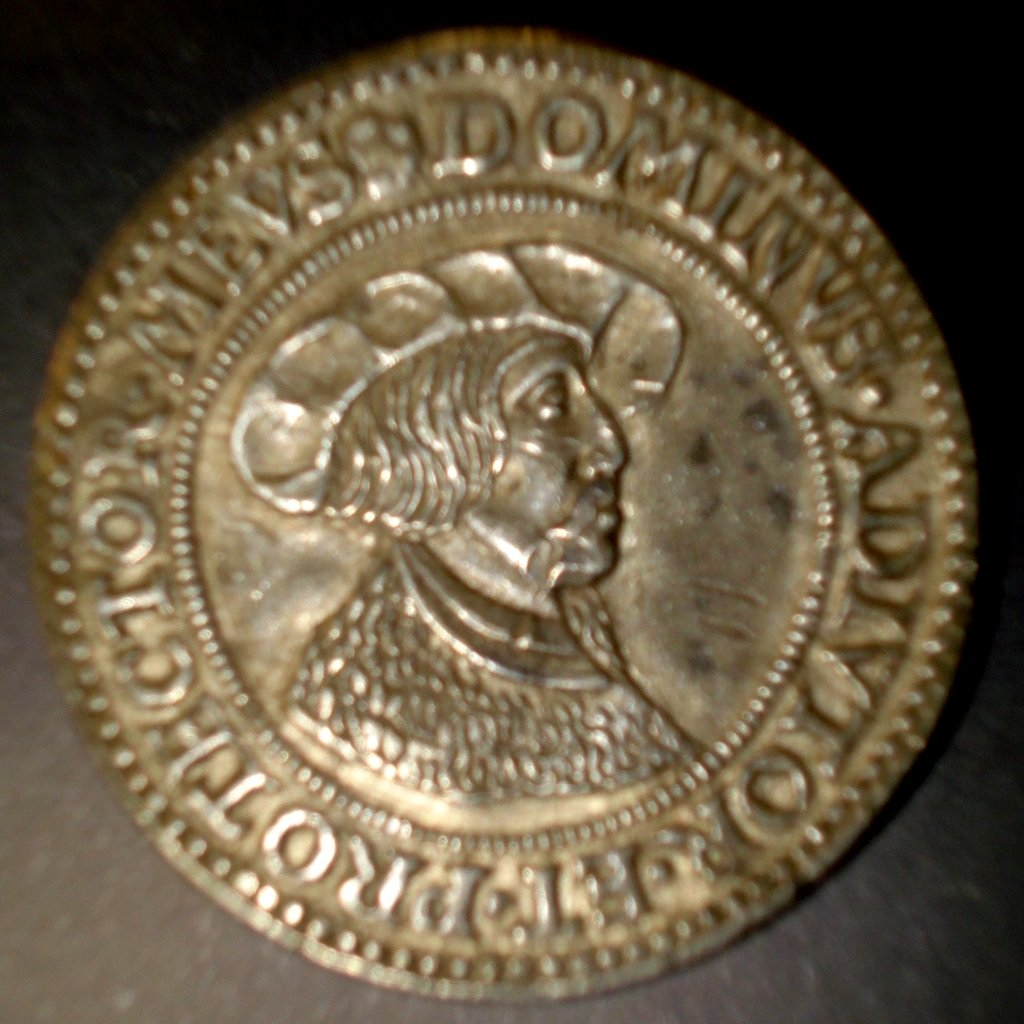
Die Abbildung des Nikola III. Zrinski (ca. 1489–1534) auf Silbertaler geprägt in Gvozdansko

Die heutige Ortschaft Gvozdansko befindet sich an der Straße zwischen Glina nach Bosanski Novi, etwa zwanzig Kilometer von Dvor na Uni entfernt. Oberhalb des Ortes befindet sich die Burgruine Gvozdansko, die einst dem Adelsgeschlecht der Zrinski gehörte.

## Geschichtliches Umfeld
Das 15. und 16. Jahrhundert war in der Geschichte Kroatiens vom nahezu ständigen Krieg gegen die vorrückenden Osmanen gekennzeichnet. Schließlich schrumpfte Kroatien seinerzeit zum „Rest der Reste“ zusammen.
Zu jener Zeit befanden sich in diesem Gebiet mehrere Eisenbergwerke und die Zrinski hatten dort auch das Münzrecht. In der Festung befand sich ständig eine größere und gut ausgerüstete Militäreinheit, da Gvozdansko eine bedeutende Rolle im kroatischen Verteidigungssystem der Antemurale Christianitatis darstellte. Osmanische Truppen versuchten zuvor bereits mehrmals die Festung einzunehmen. Jedes Mal gelang es jedoch den Verteidigern, die Angreifer so lange aufzuhalten, bis Truppen des Ban von außen militärisch helfen konnten.
Gvozdansko geriet im Jahr 1556 ernsthaft in Gefahr, als Novigrad (das heutige Dvor na Uni) von den Osmanen erobert wurde.
Im Jahr 1561 wurde die Festung zweimal vom damals gefürchteten Malkoč-Beg belagert. Diese Angriffe konnten jedoch erfolgreich zurückgeschlagen werden. Ferhad-Beg Sokolović versuchte in den Jahren 1574 und 1576 ebenfalls, die Festung zu erobern.
Im Jahr 1577 folgte ein weiterer Feldzug des bosnischen Feldherrn Sandžakbeg, der auch weitere Teile Kroatiens einzunehmen plante.

## Die Belagerung
Die eigentliche Belagerung von Gvozdansko dauerte vom 3. Dezember 1577 bis zum 13. Januar 1578. Die Vorbereitungen dazu begannen im Herbst 1577 und dauerten bis zum Winter 1578. Diesmal war die Belagerung wesentlich besser geplant. Bereits im Sommer ließ der osmanische Feldherr eine Brücke über die Una in der Nähe von Novigrad bauen. Somit konnten auch Geschütze und Belagerungsmaschinen zur Festung transportiert werden.

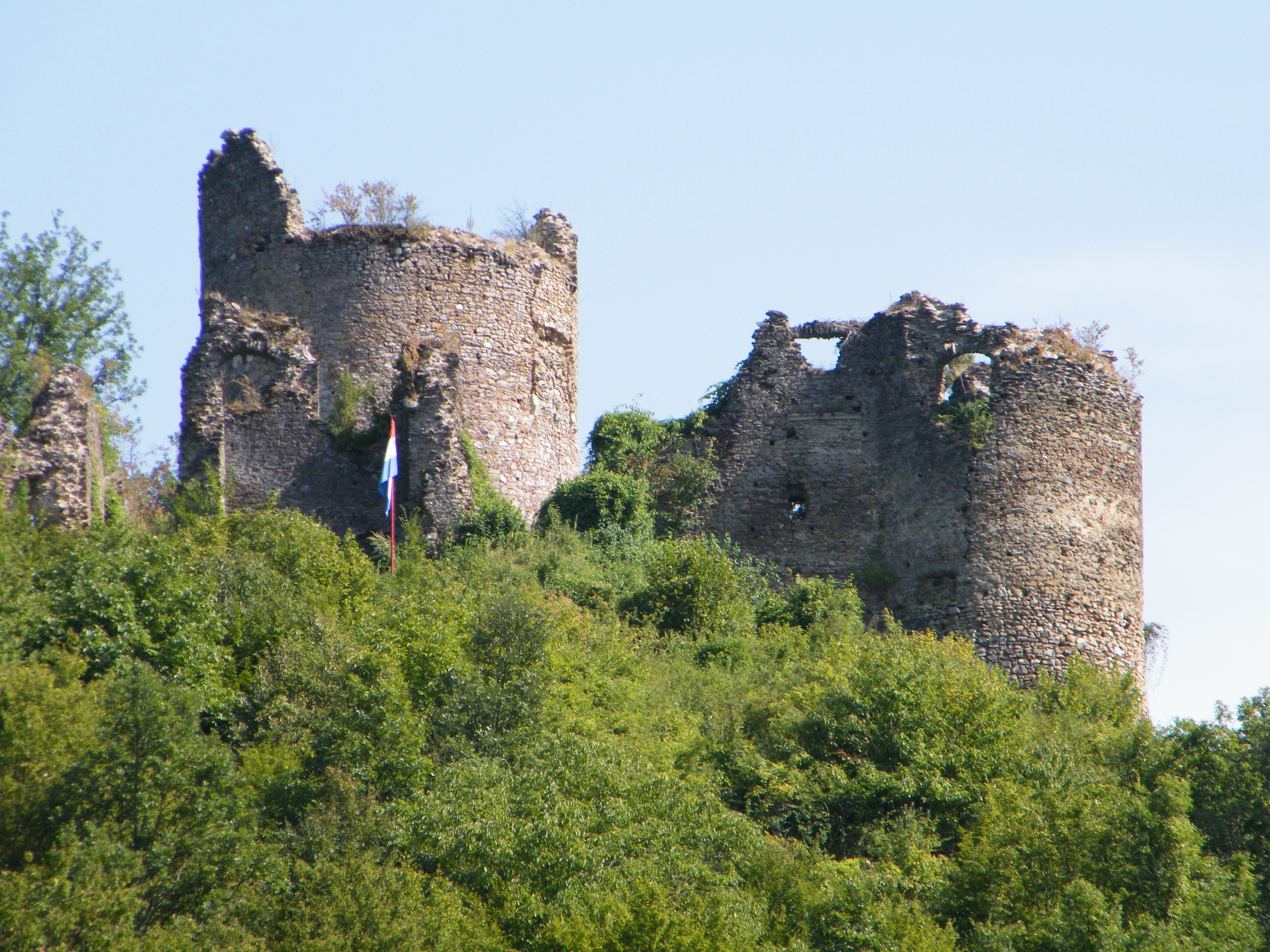
Blick auf die Burgruine Gvozdansko von der Hauptstraße

Der Feldherr Ferhad-Beg mobilisierte für diesen Feldzug eine Streitmacht von etwa 5 000 (oder aber 10.000) Soldaten. Ab dem 3. Oktober 1577 war die Festung umzingelt und die Belagerten von ihrer Umgebung abgeschnitten. Nun begannen die Osmanen, die umliegenden kroatischen Ortschaften und militärische Festungen zu erobern: Kladuša, Pećigrad, Podzvizd, Ostrožac, Drežnik sowie Zrin. Erst nachdem diese Festungen eingenommen waren, wandten sie sich gegen Gvozdansko, das von etwa 300 Kroaten verteidigt wurde, davon nur etwa 50 Soldaten, 4 Hauptmanne (Burg-Kapitäne) und dazu Musketiere aus Krain, während der Rest aus Bergleuten aus den umliegenden Doerfern samt Frauen und Kinder bestand. Die vier Hauptmanne waren Damjan Doktorović, Juraj Gvozdanović, Nikola Ožegović und Andrija Stipšić. Nach etwa dreimonatigen Belagerung gingen der Burgbesatzung die Vorräte an Nahrungsmitteln und Brennholz zu neige. Zu jener Zeit war es üblich, erst ab dem Frühjahr Krieg zu führen, wenn die Pferde und Zugtiere genügend Nahrung finden konnten. Im Winter zogen sich Soldaten üblicherweise in ihre Winterquartiere zurück. So fand auch hier der letzte Nachschub bereits im August des Vorjahres statt.
Ferhad-Beg jedoch traf seinerzeit die ungewöhnliche Entscheidung, trotz des Wintereinbruches die Belagerung fortzusetzen.
Er bot den Verteidigern am ersten Weihnachtstag, dem 25. Dezember 1577 an, sich zu ergeben. Als die Verteidiger dies ablehnten, begann ein heftiger Artillerieangriff auf die Festung, dem viele Verteidiger zum Opfer fielen.
Obwohl sie ausgehungert und zahlenmäßig stark geschwächt waren, lehnten die Verteidiger auch später folgende Ultimaten ab. Am 9. Januar 1578 gingen die Nahrungsmittel völlig aus und Ferhad–Beg bot den Verteidigern ein letztes Mal an sich zu ergeben. Wie bereits zuvor lehnten dies jedoch die Verteidiger erneut ab. An den folgenden drei Tagen versuchte der Feldherr dreimal die Festung zu stürmen. Jedes Mal wurde der Angriff jedoch zurückgeschlagen.
Den von Hunger und Kälte schwer ausgehungerten Männern gelang es mit dem Mut der Verzweiflung die Angriffe abzuwehren.
Nach drei Tagen heftiger Kämpfe blieben nur noch dreißig Verteidiger am Leben, die praktisch keine Munition mehr hatten.
Als die Türken am vierten Tag des Angriffes nach heftiger Kanonade am 13. Januar 1576 die Erstürmung begannen, wurde ihnen kein Widerstand mehr entgegengesetzt. Kein Gewehrschuss war zu hören und alle Lagerfeuer waren erloschen. Dies erschien den Angreifern sehr verdächtig und sie drangen sehr vorsichtig weiter in die Festung vor.
Als es ihnen wenig später gelang, das Haupttor aufzubrechen, bot sich ein tragisches Bild: Alle Verteidiger waren tot, meist erfroren, oder aber verhungert oder an deren Verwundungen gestorben. In der Festung gab es weder Nahrung, Brennholz noch Wasser oder Munition. Von diesem Anblick war selbst auch Ferhad-Beg erschüttert und voller Respekt vor der Tapferkeit dieser Burgbesatzung, die lieber in den Tod ging als sich zu ergeben.
Aus diesem Grund befahl er einen katholischen Geistlichen zur Festung, um die Toten auf christliche Weise begraben lassen zu können.
Noch im selben Jahr eroberten die christlichen Truppen Gvozdansko, Zrin, Novigrad und weitere Festungen westlich der Una zurück und vertrieben die Truppen des Ferhad-Beg auf die Ostseite der Una. In den Reihen der christlichen Truppen kam es jedoch zu einer Cholera-Epidemie, so dass Ferhad-Beg mit seinen Truppen wieder zurückkehren konnte.

## Das weitere Schicksal des Ferhad-Beg
Als Anerkennung für seine militärischen Erfolge wurde Ferhad-Beg Sokolović im Jahr zum Pascha mit Sitz in Banja Luka ernannt. Dort ließ er eine prächtige Moschee erbauen (die im Jahr 1992 von den Truppen der Republika Srpska zerstört wurde). Bei einem späteren Feldzug wurde er von den Truppen des Ban Tamas Erdödy bei Ivanić-Grad geschlagen. Eine weitere militärische Niederlage von christlichen Truppen musste er im Jahr 1584 bei Slunj einstecken. Trotzdem stieg er in den Rang des Beglerbeg in Buda auf. Im Jahr 1589 wurde er dort bei einem Aufruhr von eigenen Soldaten ermordet. Sein Leichnam wurde nach Banja Luka überführt und dort begraben.